# Zentrales Salzverlustsyndrom
Das Zentrale Salzverlustsyndrom (Syn. Zerebrales Salzverlustsyndrom) ist ein seltenes Syndrom, das durch eine Fehlfunktion des zentralen Nervensystems bei schweren Schädigungen des Gehirns auftritt und intensivmedizinisch behandelt werden muss. Es ist durch einen dadurch ausgelösten hohen Verlust von Natriumchlorid über die Nieren und durch eine dadurch verursachte Hyponatriämie im Blut verbunden mit einem Blutvolumenmangel gekennzeichnet.
Das Syndrom wurde erstmals 1950 von John Punnett Peters (1887–1955) und seinen Mitarbeitern beschrieben.

## Ursache
Auslöser können beispielsweise eine Subarachnoidalblutung infolge eines Schlaganfalles oder ein Schädel-Hirn-Trauma sein. Auch im Rahmen von Gliomen, Tuberkulose und Meningeosis carcinomatosa (Hirnhautbefall bei Tumoren) wurde das Syndrom beobachtet.
Als eigentliche Ursache wird eine Störung der Funktion des Hypothalamus angenommen, im Rahmen derer eine Störung der Ausscheidung des atrialen natriuretischen Faktors auftritt. Gleichzeitig ist bei dem Krankheitsbild auch eine Veränderung des Brain Natriuretic Peptide im Blut nachweisbar. Der genaue Pathomechanismus ist bislang noch unverstanden.

## Therapie
Im Gegensatz zum Schwarz-Bartter-Syndrom (Verdünnungshyponatriämie) ist beim „zentralen Salzverlustsyndrom“ der Ausgleich des verlorengegangenen Volumens mittels isotoner Kochsalzlösung vordergründig. Zusätzlich kann die Therapie mittels Fludrocortison mit dem Ziel ergänzt werden, die Natriumrückresorption in der Niere zu verstärken. Intensivmedizinische Überwachung ist dabei zwingend erforderlich.